# Моє перше весілля
«Моє перше весілля» (ісп. Mi primera boda) — аргентинська романтична комедія 2011 року випуску з Наталією Орейро та Даніелем Хендлером у головних ролях.

## Сюжет
Молодий єврей Адріан (Даніель Хендлер) та прекрасна католичка Леонора (Наталія Орейро) вирішили одружитись й влаштувати ідеальне весілля у шикарному маєтку, із запальною вечіркою та чотирьохшаровим тортом. Замість того, щоб обіймати свою наречену у день весілля, Адріан намагається перенести весільну церемонію, бо загубив обручку. Звісно, такий хід подій не подобається Леонорі. В такий важливий день головне не допускати занадто багато помилок, бо можна зірвати не тільки весілля, а й втратити наречену.

## В ролях
| Актор             | Роль                                 |
| ----------------- | ------------------------------------ |
| Наталія Орейро    | Леонора Кампос, наречена             |
| Даніель Хендлер   | Адріан Мейер, наречений              |
| Іманоль Аріас     | Мігель Анхель, колишня любов Леонори |
| Джіно Рені        | Рауль Мейер, батько Адріана          |
| Габріела Ашер     | Ракель Мейер, мати Адріана           |
| Соледад Сілвейра  | Марта, мати Леонори                  |
| Поті Дюкасс       | Делія, тітка Леонори                 |
| Мюріель Санта Ана | Інес                                 |
| Мартін Піроянскі  | Феде                                 |
| Себастьян Де Каро | Себастьян                            |
| Магна Алче        | Лала                                 |
| Чанг Санг Кім     | Тянг Бей                             |
| Маркос Мундсток   | Падре Патрісіо                       |
| Даніель Рабінович | Раввин Мендл                         |
| Еліса Каррікахо   | Мікаела                              |